# Rhipidia (Rhipidia) gracilirama lassula
Rhipidia (Rhipidia) gracilirama lassula is een ondersoort van de tweevleugelige Rhipidia (Rhipidia) gracilirama uit de familie steltmuggen (Limoniidae). De ondersoort komt voor in het Neotropisch gebied.